# Старява (гміна)
Ґміна Стажава (пол. Gmina Starzawa) — колишня (1934—1939 років) сільська ґміна Добромильського повіту Львівського воєводства Польської республіки (1918—1939) років Центром ґміни було село Стажава.
1 серпня 1934 року було створено ґміну Стажава в Добромильському повіті. До неї увійшли сільські громади: Катина Рустикальна, Катина Шляхецка, Лібухова, Лопушанка, Лопушніца, Прінцеталь, Росохи, Смеречна, Стажава, Терло Рустикальне і Терло Шляхецке.
У 1939 році територія була зайнята СРСР і ґміна ввійшла до складу Хирівського району Дрогобицької області.